# Penelope
Penelope é um género de aves craciformes (anteriormente galliformes), que contém quinze espécies. O grupo é encontrado na América Central e América do Sul, onde habita zonas de florestas. No Brasil, recebem o nome popular de jacu ou cujá; nos Estados Unidos da América de guans, e nos países de língua espanhola, de pava. Sete espécies ocorrem no Brasil.
Os jacus são aves de grande porte, que podem atingir 85 cm de comprimento. A cauda é longa e arredondada, bem como as asas. O pescoço é relativamente longo e termina numa cabeça pequena. A pele em torno dos olhos está exposta e tem uma cor azulada, na maioria das espécies. Os jacus têm um papo vermelho e saliente na zona da garganta. A plumagem é uniforme e escura, em geral preta (ou uma cor 'chumbo') e com um aspecto escamado. Este efeito é produzido pelas penas do dorso e peito, que são debruadas a branco. A generalidade dos jacus têm patas avermelhadas.

## Etimologia
"Jacu" vem do termo tupi ya'ku.

## Espécies
- Penelope albipennis
- Penelope argyrotis
- Penelope barbata
- Penelope bridgesi
- Penelope dabbenei
- Penelope jacquacu
- Penelope jacucaca
- Penelope marail
- Penelope montagnii
- Penelope obscura
- Penelope ochrogaster
- Penelope ortoni
- Penelope perspicax
- Penelope pileata
- Penelope purpurascens
- Penelope superciliaris